# Savannlärka
Savannlärka (Corypha africana) är en fågel i familjen lärkor inom ordningen tättingar.

## Utseende
Savannlärka är en stor och kraftig rostbrun lärka med kort huvudtofs, kraftig näbb och en tydlig roströd vingpanel som syns väl i flykten. Liknande storlärka är än större, men mindre kompakt, med längre stjärt och svartaktiga fläckar på halssidan. 

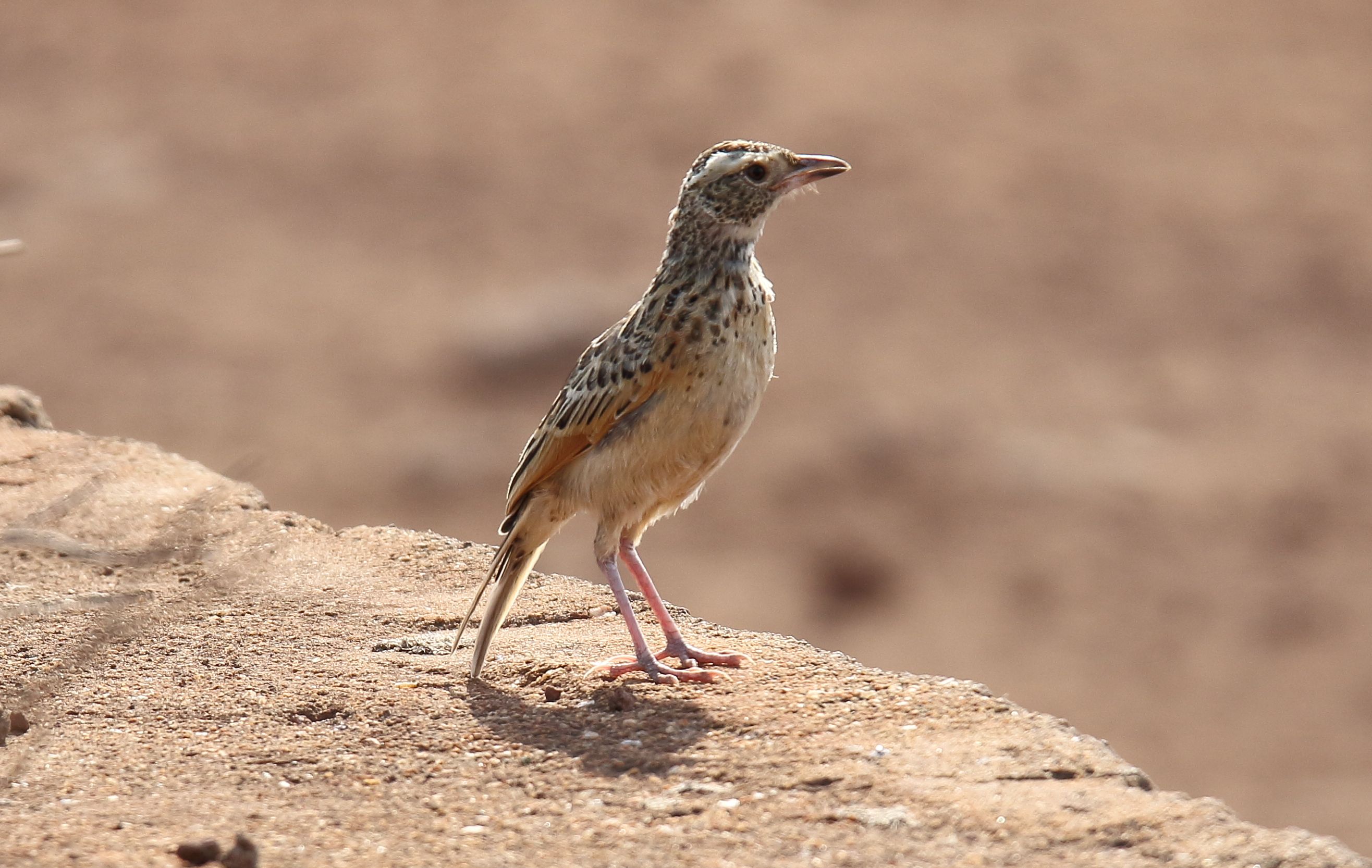

## Utbredning och systematik
Savannlärka har ett mycket stort utbredningsområde i Afrika söder om Sahara. Den delas in i elva underarter fördelade på två grupper, med följande utbredning
- africana-gruppen
  - Corypha africana ruwenzoria – östra Demokratiska republiken Kongo till sydvästra Uganda
  - Corypha africana occidentalis – västra Angola (från Huílabranten och norrut till Kisama)
  - Corypha africana gomesi – östra Angola (Macondo) till nordvästra Zambia (Kabompo)
  - Corypha africana pallida – Namibia (från Windhoek norrut till Kaokoveld och Ovamboland)
  - Corypha africana ghansiensis – Namibia och västra Botswana
  - Corypha africana chapini – södra Demokratiska republiken Kongo och nordvästra Zambia
  - Corypha africana transvaalensis – sydöstra Botswana till Zimbabwe, Tanzania, Malawi och Sydafrika
  - Corypha africana isolata – Mangochidistriktet i Malawi
  - Corypha africana grisescens – västra Zambia till nordvästra Zimbabwe och norra Botswana
  - Corypha africana africana – södra KwaZulu-Natal till Östra Kapprovinsen
- Corypha africana tropicalis, "serengetilärka" – södra Uganda till västra Kenya och norra Tanzania

Arterna platålärka (Corypha nigrescens), höglandslärka (C. kurrae), slättlärka (C. kabalii) och vaktlärka (C. athi) inkluderades fram tills nyligen i arten, då med det svenska trivialnamnet rödnackad lärka. Studier från 2023 visar dock på genetiska, lätesmässiga och utseendemässiga skillnader dem eemellan, liksom parafyli gentemot andra lärkarter. Sedan 2024 delas därför rödnackad lärka upp i flera arter. I samband med uppdelningen justerades officiella svenska trivialnamnet till nuvarande savannlärka av Birdlife Sveriges taxonomikommitté.
Längre tillbaka inkluderades även silolärka (M. sharpii) i arten, men urskildes 2016 som egen art av BirdLife International, 2022 av tongivande eBird/Clements och 2023 av International Ornithological Congress.

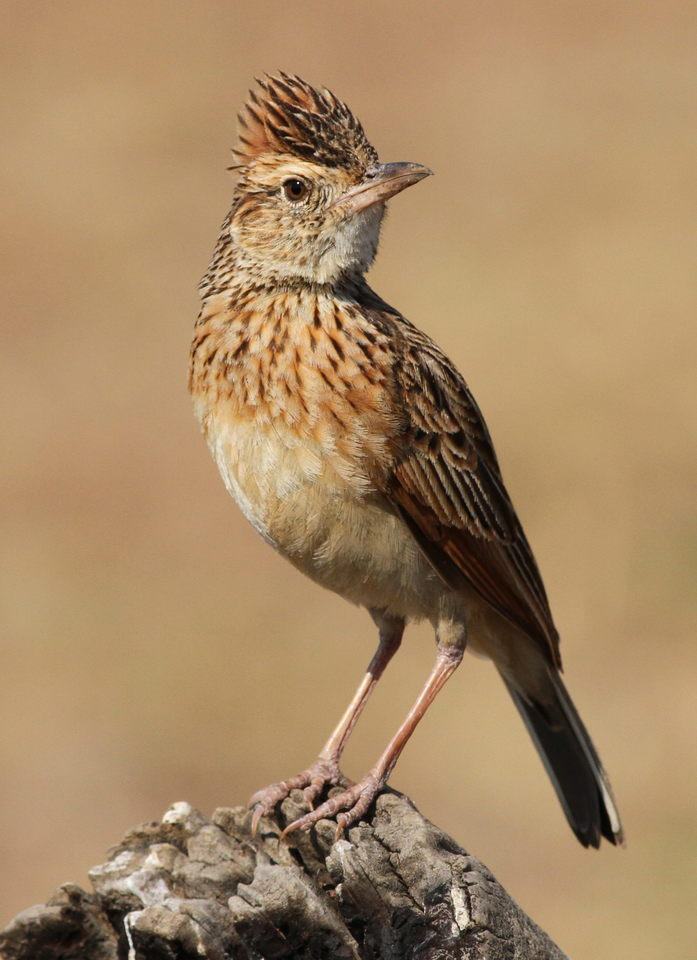

### Släktestillhörighet
Fågeln placerades tidigare i släktet Mirafra, men genetiska studier från 2023 visar att det släktet kan delas upp i fyra klader som är förhållandevis gamla, äldre än flera andra släkten i familjen. Författarna rekommenderar därför att Mirafra delas upp i flera släkten, där savannlärka med släktingar lyfts ut till Corypha. Denna linje följs här.

## Levnadssätt
Rödnackad lärka hittas i öppna gräsmarker, gräsrik savann, öppet skogslandskap och jordbruksbygd. Den ses lättast under vår och sommar, när den sitter synligt och sjunger en behaglig och enkel sång med fyra till fem toner, samtidigt som den sänker vingarna och exponerar de roströda vingarna.

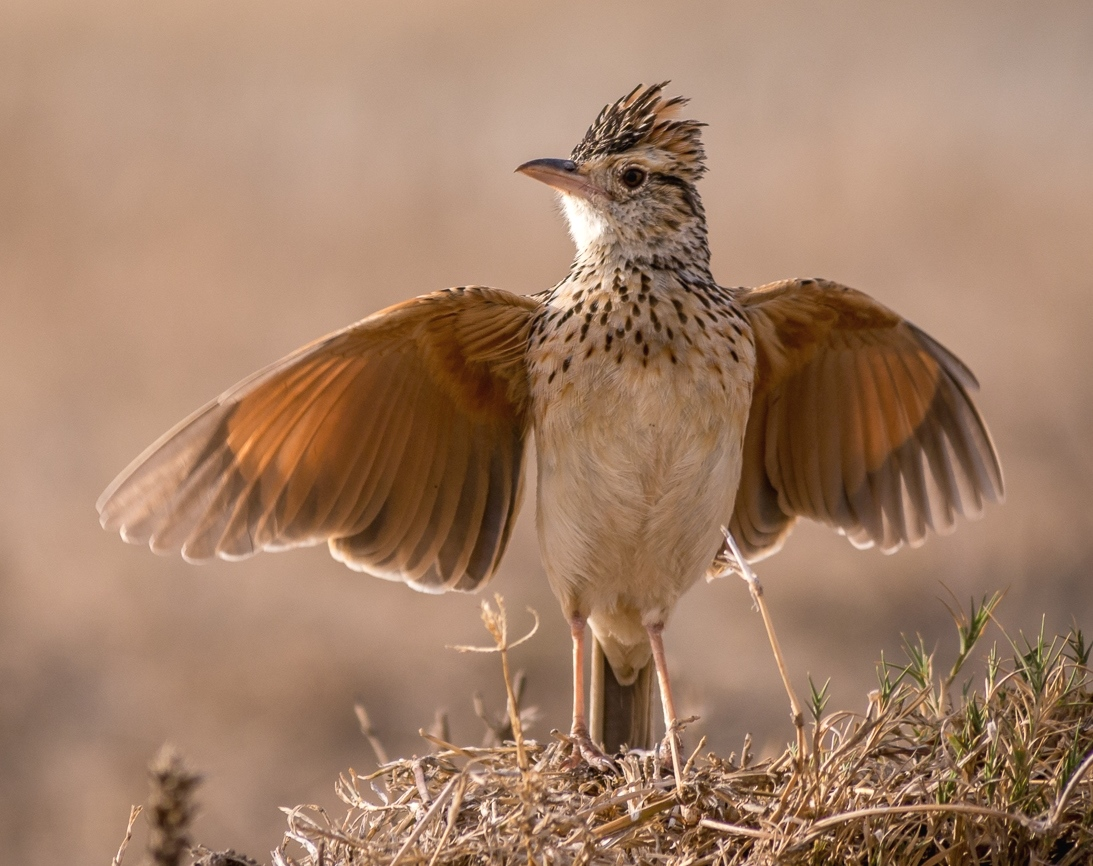

## Status och hot
Arten har ett stort utbredningsområde, men tros minska i antal, dock inte tillräckligt kraftigt för att den ska betraktas som hotad. Internationella naturvårdsunionen IUCN listar arten som livskraftig (LC). Notera dock att IUCN inkluderar vaktlärka, slättlärka, platålärka och höglandslärka i bedömningen.